# هيكسانيتروهيكساازايزوفيرتزيتان
الهكسانيتروهيكسازايزوفورتزيتان مادة متفجرة، أو تستخدم كوقود، يتمتع المركب بنسبة مؤكسد إلى وقود أفضل من أنواع اتش-ام-اكس أو آر-دي-اكس التقليدية. يطلق طاقة أكثر بنسبة 20% من الوقود التقليدي المعتمد على اتش-ام-اكس.